# Марта Мастерз
Доктор Марта Мастерз (англ. Martha M. Masters) — героїня американського телесеріалу «Доктор Хаус».

## Біографія
У 15 років Мастерз закінчила середню школу, потім здобула докторський ступінь з прикладної математики та історії мистецтв. На час появи в серіалі вона — студентка третього курсу медичного факультету. Кадді взяла її замість Тринадцятої в 6 серії 7 сезону. Схиблена на чесності.

## Особистість
За словами акторки Ембер Темблін, Марта Мастерз, ймовірно, має синдром Аспергера. Мастерз видається досить стриманою і незграбною у порівнянні з колегами. Вона має моральні принципи, яким слідує, і не відчуває потреби брехати Кадді або ж пацієнтам, що часто призводить до суперечок з Хаусом, одна з яких майже вартувала їй кар'єри (Хаус погрожував зруйнувати її, якщо Мастерз скаже пацієнту правду, котру Хаус волів приховати, щоб пацієнт прийняв «правильне рішення»). Хоча вона вважає, що необхідно завжди казати пацієнтам правду, це не завжди добре й іноді працює проти неї. З часом відносини Мастерз з іншими лікарями стають теплішими, і вона теж починає діяти з точки зору недовіри до пацієнтів, але не відступаючись від своїх моральних принципів. Попри свої принципи та співчуття, вона зізнається, що колись фантазувала, як катуватиме деяких колег-студентів в підвалі свого будинку кислотою.

## Концепція та створення
Марта Мередіт Мастерз є реальною подругою акторки Ембер Темблін, вона також навчається в медичному виші. Справжня Марта Мастерз підписала угоду, в котрій зобов'язалася не подавати до суду на Fox Network.
| Піноккіо | Це незавершена стаття про літературного персонажа. Ви можете допомогти проєкту, виправивши або дописавши її. |